# Puente colgante John A. Roebling
El puente colgante John A. Roebling cruza el río Ohio entre Cincinnati y Convington, Kentucky. Cuando el primer peatón lo cruzó el 1 de diciembre de 1866 era el puente colgante más largo del mundo con una luz de 322 metros. Los peatones usan el puente para acceder a las orillas en Cincinnati donde están los servicios (hay un parque, un estadio y centros comerciales) aprovechando los aparcamientos que existen en la orilla de Kentucky.

## Planeamiento
El puente surgió de la necesidad (evidente ya mucho antes de 1850) de mejorar el comercio a través del caudaloso río Ohio en Cincinnati, comunicando los estados de Ohio y Kentucky. En aquella época ya se habían realizado algunos grandes puentes (especialmente en Europa), pero la anchura del río en la zona prevista para el cruce superaba todo lo realizado hasta el momento.
Es entonces cuando aparece en escena John Augustus Roebling, que contaba con la experiencia y la capacidad necesarias para abordar con garantías una obra semejante. Sin embargo, la compañía fundada en 1846 para la construcción del puente debió de salvar innumerables obstáculos (entre ellos, la oposición de las compañías de ferrys; la rivalidad entre las ciudades de Cincinnati, Newport y Covington; y las dudas de los legisladores de Ohio acerca de la viabilidad del proyecto), pudiendo comenzar por fin las obras diez años después, en 1856.

## Construcción

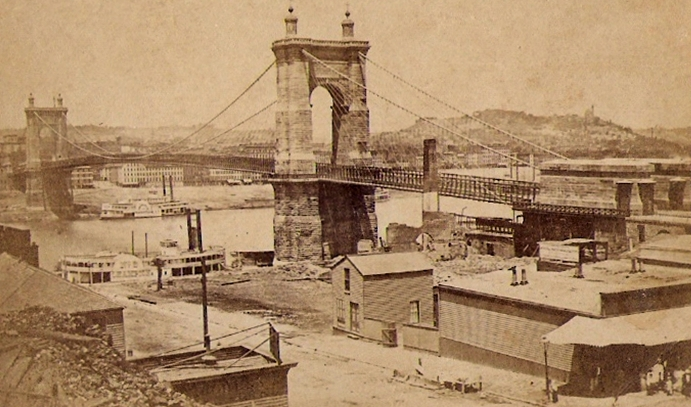
Postal del Puente de Cincinnati, tomada desde Covington, hacia 1870

La construcción duró once años, hasta 1867, si bien el plazo inicialmente previsto se alargó considerablemente, debido en parte a problemas técnicos y principalmente por problemas financieros.
Ya en 1856, la cimentación de la primera torre del puente (a base de trece capas de vigas de roble entrelazadas con herrajes y posteriormente hormigonadas) en la orilla de Covington, se realizó sin contratiempos. Sin embargo, la cimentación de la torre del lado opuesto, permanecía permanentemente inundada pese a los esfuerzos por bombear el agua que se infiltraba. Esto retrasó las obras unos meses, obligando a Roebling a diseñar su propio sistema de bombeo, mucho más potente, con el que pudo alcanzar un estrato de grava compactado (donde ubicó el segundo conjunto de vigas de roble). Tres meses después, las torres ya afloraban sobre el nivel de las aguas del río.
Las obras tenían que detenerse todos los inviernos y en primavera, tanto por las bajas temperaturas como por las crecidas del nivel del río. En julio de 1857 se pudo proseguir con la construcción de las torres de sillería, realizadas con un núcleo de piedra caliza protegido por el exterior de piedra arenisca. 
A partir de ese momento, las obras se ralentizaron de nuevo, tanto por problemas financieros (asociados al Pánico de 1857), como por la Guerra de Secesión. Resueltos estos problemas económicos en 1864, pudieron completarse las torres, y lanzarse los cables de acero, que fueron comprados en Inglaterra (pese a que Roebling tenía su propia fábrica de cables en Trenton) por su mayor resistencia. Terminado el cableado del puente, se emprendió con un ritmo frenético la realización del tablero de vigas de hierro y tablones de madera, completado con una celosía de hierro forjado.
El 1 de diciembre de 1866, los peatones ya pudieron cruzar por el puente, conocido localmente simplemente como "El Puente Colgante". Más de 166.000 personas cruzaron en los dos primeros días. La construcción terminaría oficialmente en julio de 1867. Solo dos hombres murieron durante la construcción.
Cuando el puente de Roebling fue inaugurado formalmente el 1 de enero de 1867, los carruajes tirados por un caballo pagaban por cruzar un peaje de 15 centavos de dólar; los de tres caballos, 25 centavos; y los peatones pagaban un centavo.

## Modificaciones posteriores

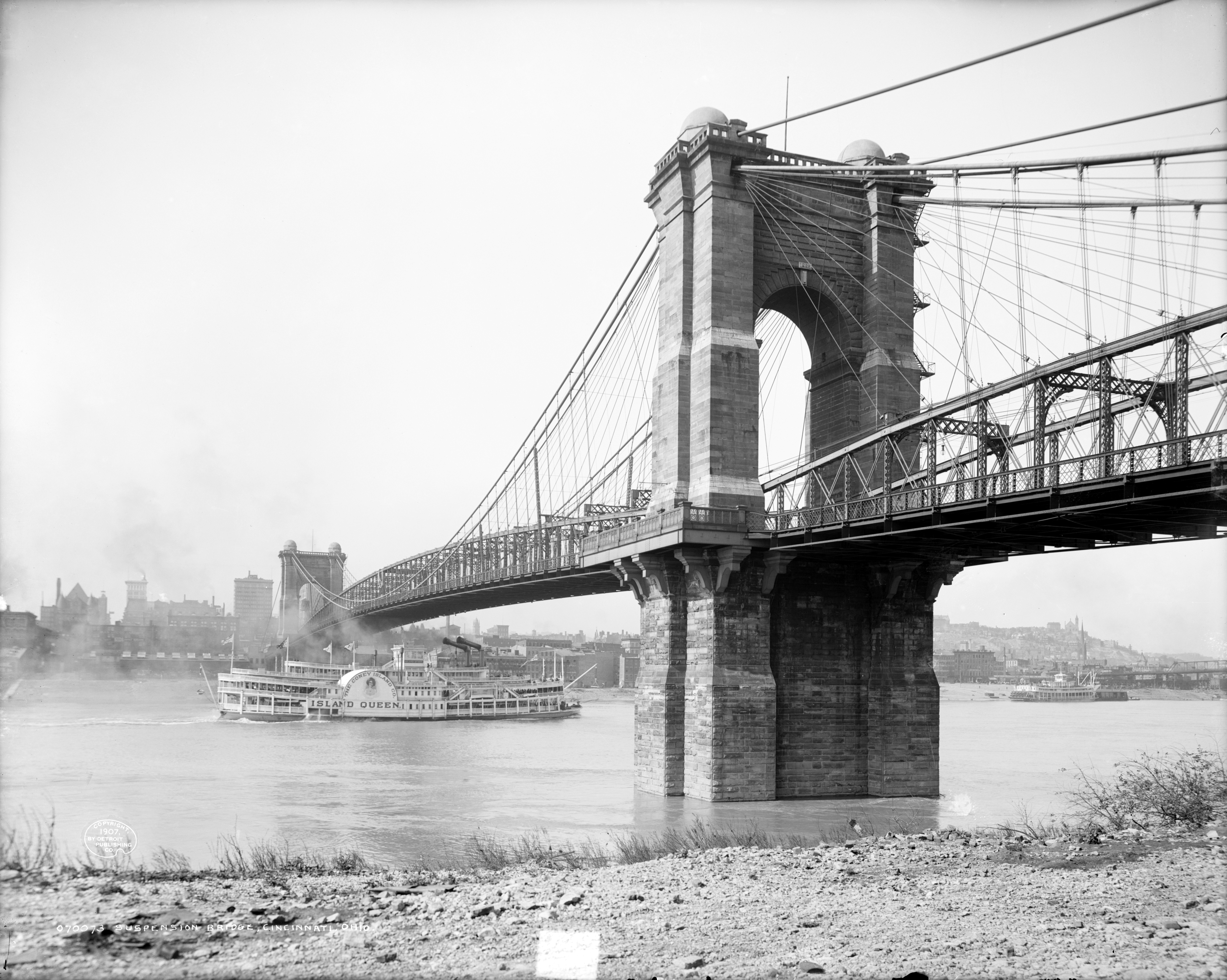
The Roebling Suspension Bridge in 1907

Debido a los problemas económicos durante su construcción, el tablero dispuesto tenía una capacidad portante muy inferior a la originalmente proyectada, con la que sí se habían construido las torres. Es por ello que en 1896 pudo reforzarse el tablero del puente, añadiendo un segundo conjunto de cables, lo que hizo posible el paso de vehículos de hasta 30 toneladas, alargando considerablemente la vida útil del puente. Durante esta reforma fue pintado de color azul.
Con posterioridad, ha sufrido diversas rehabilitaciones, quedando limitado su uso para vehículos ligeros y peatones en 2007 para evitar posibles daños estructurales.
El puente fue incluido en el Registro Nacional de Lugares Históricos en 1975 y fue designado Monumento Histórico Nacional de la Ingeniería Civil en 1983. Sigue siendo el más activo de los cuatro puentes (excluyendo autopistas) de Cincinnati. Inicialmente denominado "Puente Colgante Covington-Cincinnati" o "Puente del río Ohio", fue rebautizado en honor a su diseñador y constructor, el 27 de junio de 1983.

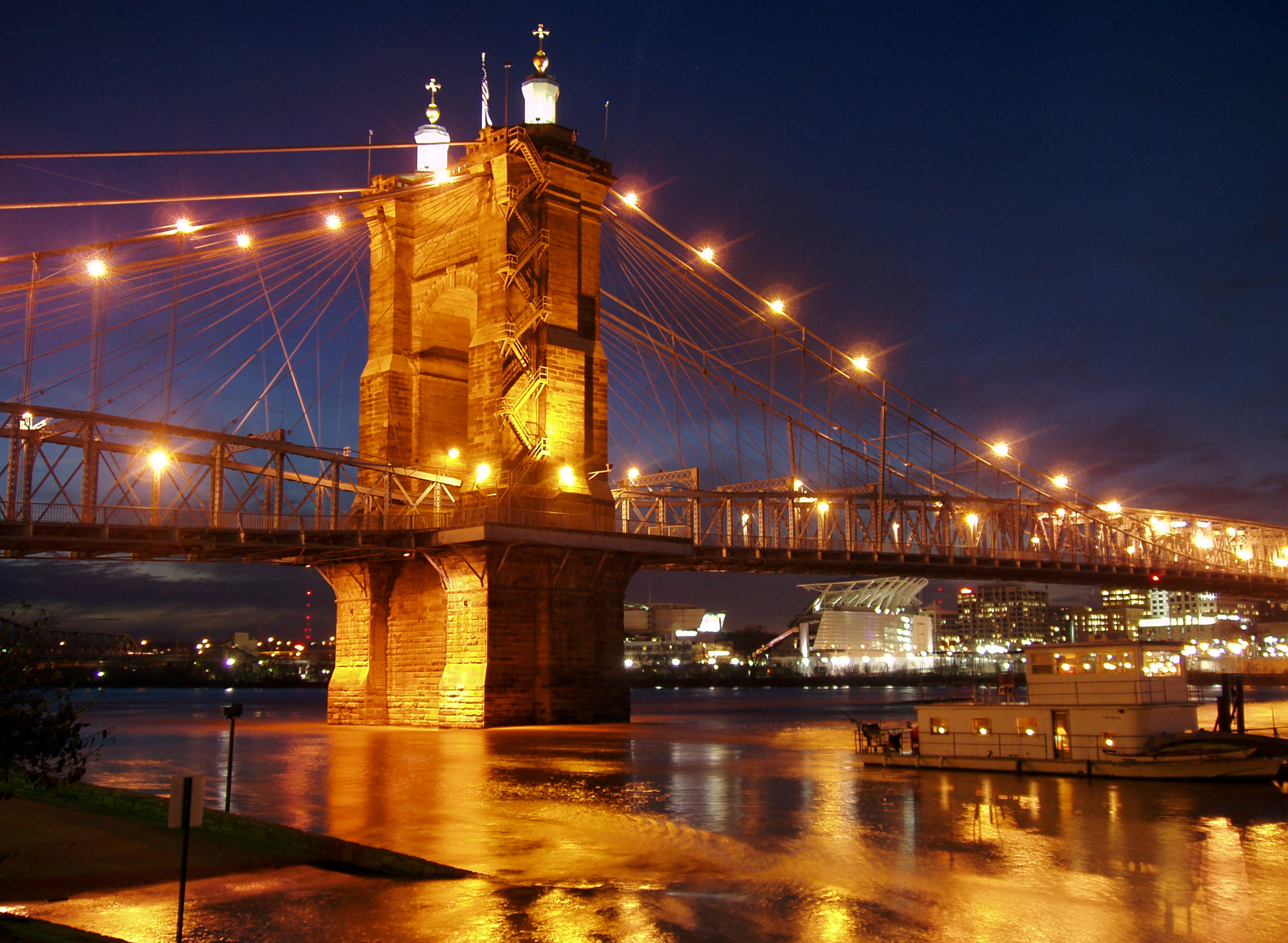
Vista nocturna del Puente colgante John A. Roebling sobre el río Ohio en Cincinnati
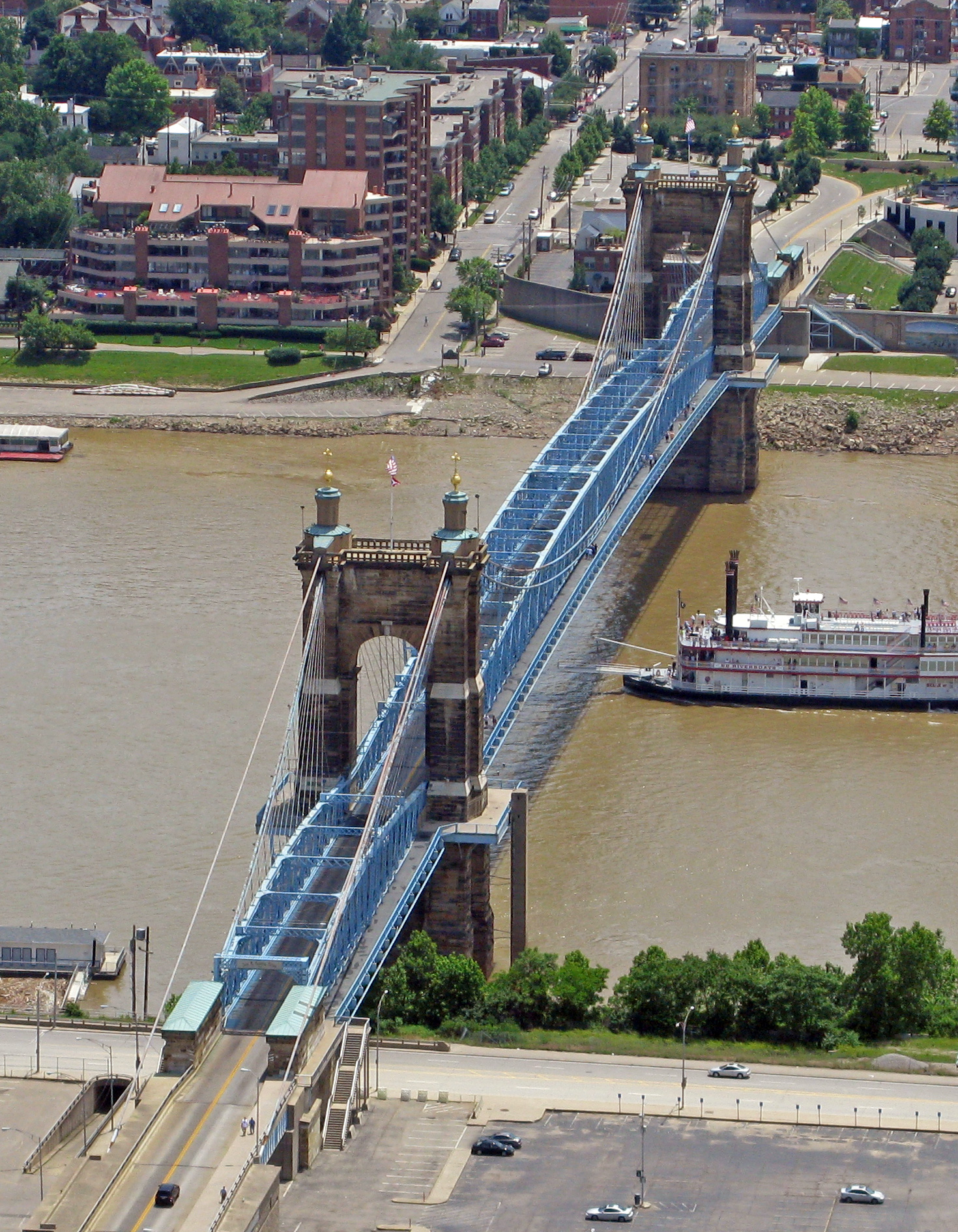
Vista aérea del puente
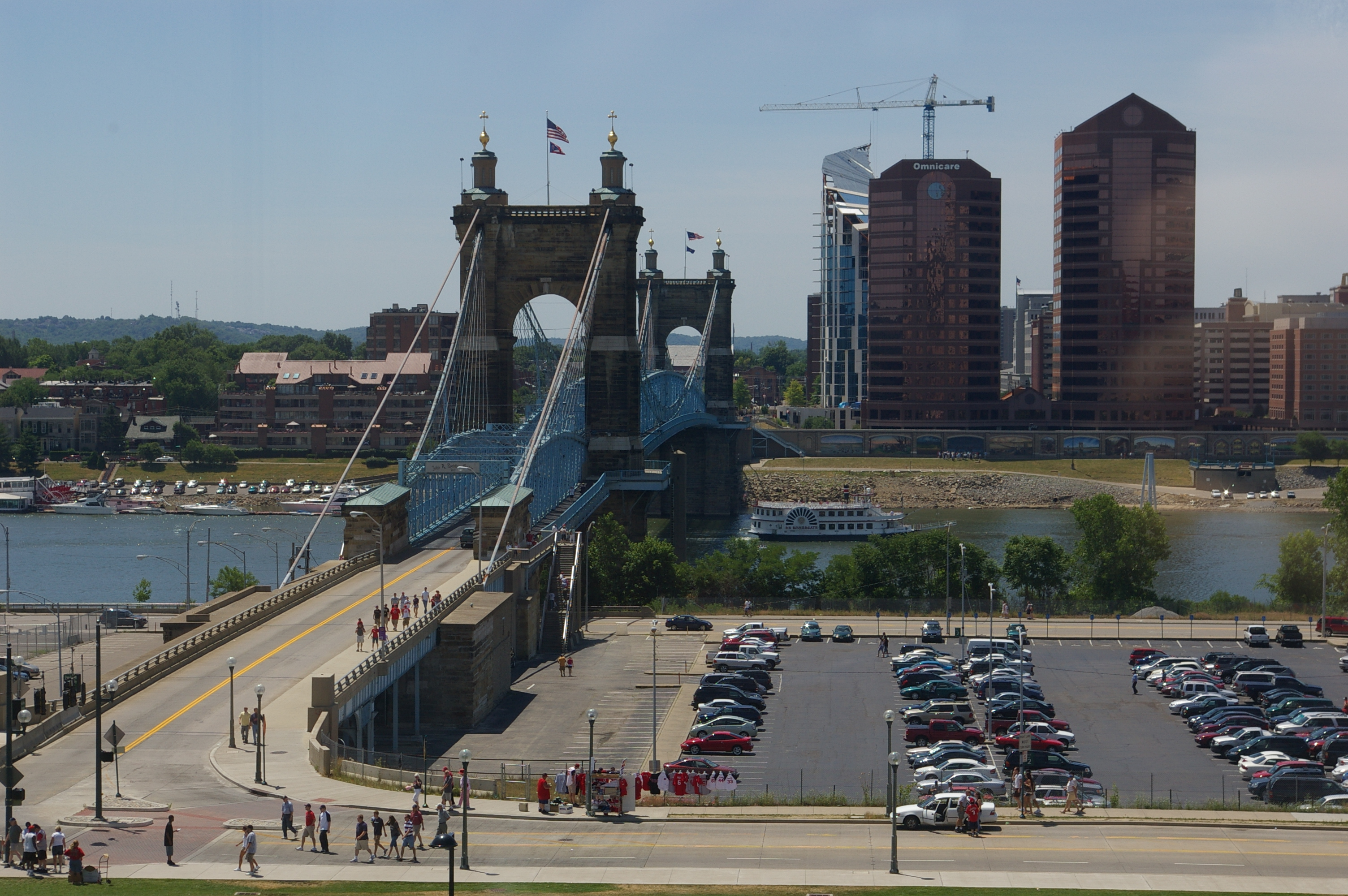
Vista del Puente John A. Roebling

| Predecesor: Puente Colgante Wheeling (Wheeling, USA) | Puente con el vano más largo del mundo 1867-1883 | Sucesor: Puente de Brooklyn (Ciudad de Nueva York, NY) |